# Conseil privé (Japon)

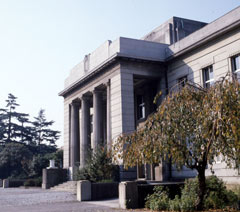
Immeuble du Conseil privé construit en 1922.

Le Conseil privé du Japon (枢密院, Sūmitsu-in) était le conseil consultatif de l'empereur du Japon de 1888 à 1947.

## Fonctions
Copié en partie sur le Conseil privé du Royaume-Uni, cet organisme conseillait le souverain sur les questions de grande importance comme :
- les propositions d'amendement à la constitution de l'empire du Japon.
- les propositions d'amendement à la loi de la maison impériale de 1885.
- en matière d'interprétation de la constitution, de propositions de lois et d’ordonnances.
- les proclamations de la loi martiale ou des déclarations de guerre.
- la signature des traités et autres accords internationaux.
- en matière de succession au trône.
- les déclarations d'une régence comme indiqué par la loi sur la succession impériale.
- les questions soumises à l'empereur. Généralement sur les conseils du cabinet.

Le Conseil Privé avait à la fois des fonctions judiciaires et quelques fonctions exécutives. Cependant, le conseil n'avait aucun pouvoir législatif.

## Création

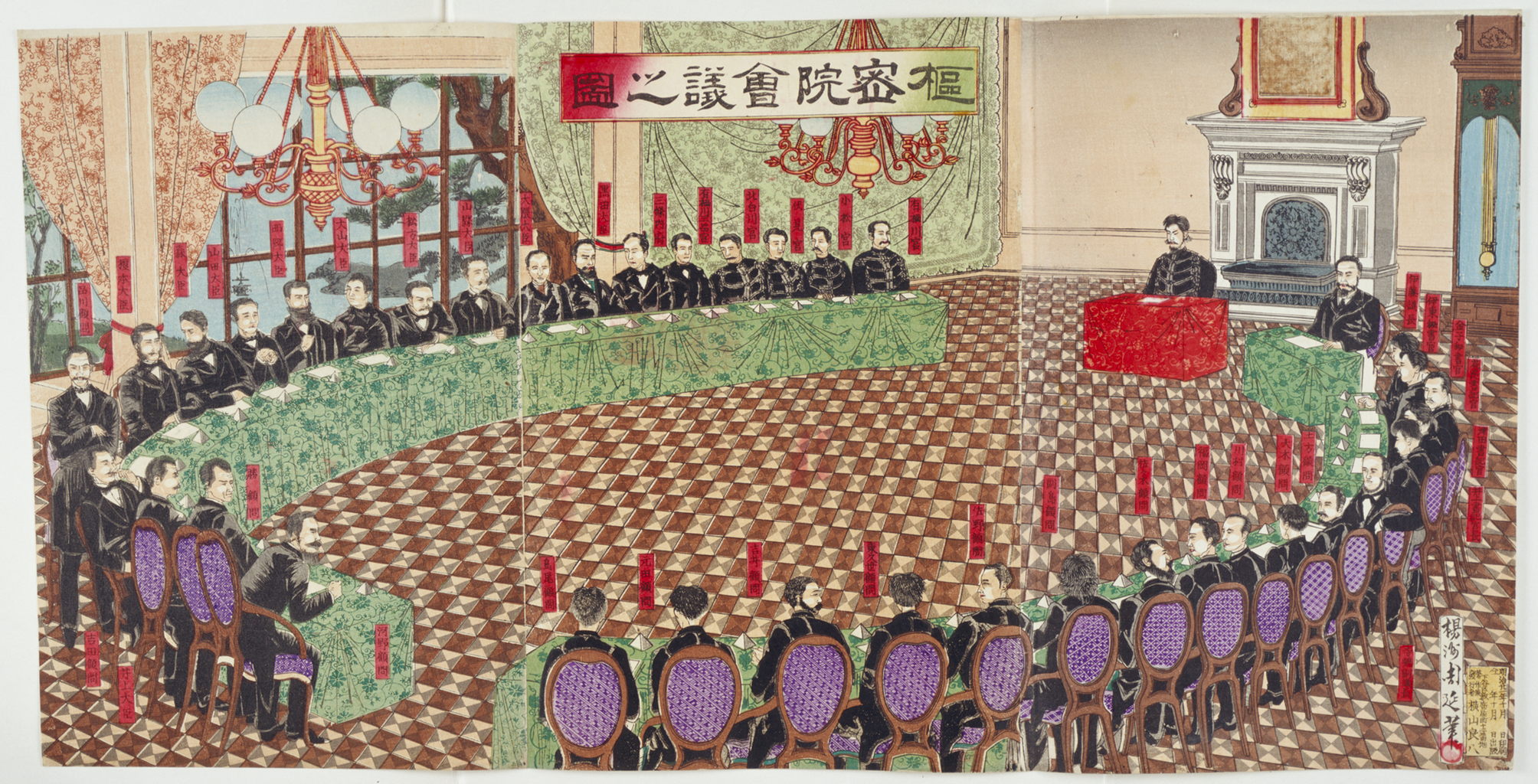
L'empereur et le Conseil privé. Ukiyo-e de Chikanobu Toyohara, 1888.

Le Conseil Privé du Japon fut créé par une ordonnance impériale de l'empereur Meiji datée du 28 avril 1888, pendant la présidence de Hirobumi Itō, pour délibérer sur le projet de constitution. La nouvelle constitution, promulguée par l'empereur le 11 février 1889, mentionne brièvement le Conseil privé dans le chapitre 5, article 46 : « Les conseillers privés doivent, en conformité avec les dispositions relatives à l'organisation du Conseil privé, délibérer sur les questions importantes relatives à l'État quand ils sont consultés par l'empereur. »
Le Conseil privé était composé d'un président, d'un vice-président (sans droit de vote), de douze conseillers (nombre plus tard étendu à vingt-quatre), d'un secrétaire en chef, et de trois secrétaires supplémentaires. Tous les conseillers privés, y compris le président et le vice-président, sont nommés à vie par l'empereur, sur les conseils du premier ministre et du cabinet. En plus des vingt-quatre conseillers privés ayant un droit de vote, le premier ministre et les autres ministres d'État étaient membres de facto du conseil. Les princes de la maison impériale (les Shinnōke et les Ōke) dépassant l'âge de la majorité étaient autorisés à assister aux réunions du Conseil Privé et pouvait participer aux débats. Le président organisait et dirigeait les réunions du conseil. Le conseil se réunissait toujours en secret au palais impérial de Tokyo, avec l'empereur quand il s'agissait de questions importantes. Le conseil était autorisé à discuter de tous les sujets auxquels l'empereur désirait une opinion.

## Importance

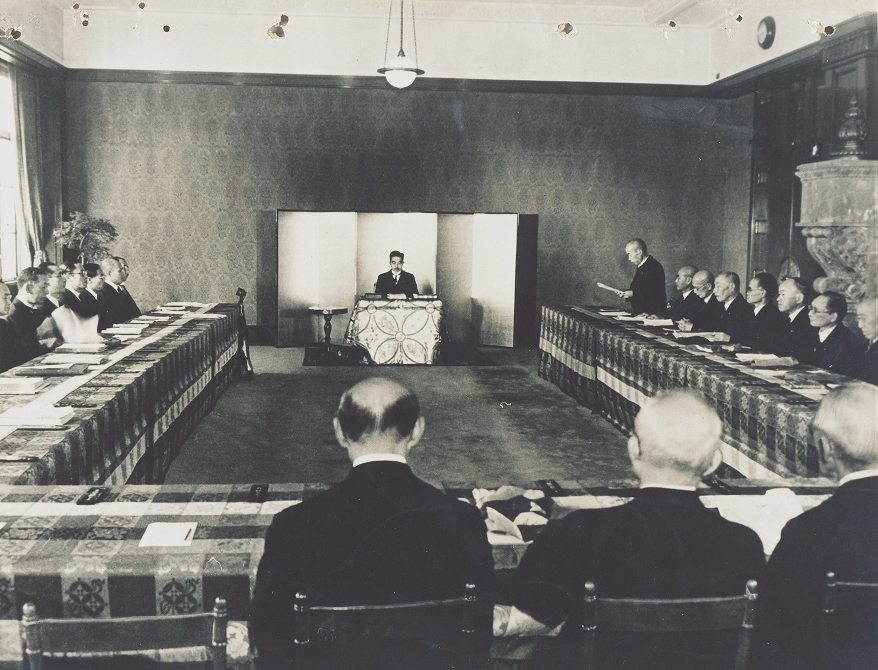
Réunion du Conseil privé, 1946.

L'évaluation de l'importance du Conseil privé varie des déclarations selon lesquelles il s'agissait de l'agence la plus puissante du gouvernement de Meiji (probablement vrai du point de vue légal et théorique), aux allégations selon lesquelles elle était complètement insignifiante en matière de politique nationale (probablement tout aussi vrai du point de vue pratique).
Composé d'une vingtaine de personnes, le Conseil privé fut le plus souvent dirigé par le chef du gouvernement en exercice et beaucoup de membres du Conseil privé étaient également membres du gouvernement. À partir de 1933, le Conseil privé se vit relativement concurrencé par le conseil des ministres importants (jûshin kaigi), créé pour épauler Saionji Kinmochi, seul genrô encore en vie. Il souffrit également de l'intrusion grandissante de l'armée et la marine dans les affaires politiques. Après que le Conseil privé ait défié le gouvernement en rejetant ses propositions, et en essayant de s'affirmer sur certaines questions de politique étrangère, il devint clair que le pouvoir était partagé entre lui et le gouvernement élu. Le Conseil privé fut ensuite largement ignoré, et il ne fut même pas consulté lorsque le Japon déclara la guerre aux États-Unis en 1941.
Le Conseil privé fut aboli par la constitution du Japon du 3 mai 1947.

## Liste des présidents du Conseil privé
|    | Nom               | Dates de présidence                 |
| -- | ----------------- | ----------------------------------- |
| 1  | Hirobumi Itō      | 30 avril 1888 – 30 octobre 1889     |
| 2  | Ōki Takatō        | 24 décembre 1889 – 1er juin 1891    |
| 3  | Hirobumi Itō      | 1er juin 1891 – 8 août 1892         |
| 4  | Ōki Takatō        | 8 août 1892 – 11 mars 1893          |
| 5  | Aritomo Yamagata  | 11 mars 1893 – 12 décembre 1893     |
| 6  | Kiyotaka Kuroda   | 17 mars 1894 – 25 août 1900         |
| 7  | Kinmochi Saionji  | 27 août 1900 – 13 juillet 1903      |
| 8  | Hirobumi Itō      | 13 juillet 1903 – 21 décembre 1905  |
| 9  | Aritomo Yamagata  | 21 décembre 1905 – 14 juin 1909     |
| 10 | Hirobumi Itō      | 14 juin 1909 – 26 octobre 1909      |
| 11 | Aritomo Yamagata  | 26 octobre 1909 – 1er février 1922  |
| 12 | Kiyoura Keigo     | 8 février 1922 – 7 janvier 1924     |
| 13 | Arata Hamao       | 13 janvier 1924 – 25 septembre 1925 |
| 14 | Hozumi Nobushige  | 1er octobre 1925 – 8 avril 1926     |
| 15 | Kuratomi Yuzaburo | 12 avril 1926 – 3 mai 1934          |
| 16 | Ichiki Kitokurō   | 3 mai 1934 – 13 mars 1936           |
| 17 | Hiranuma Kiichirō | 13 mars 1936 – 5 janvier 1939       |
| 18 | Fumimaro Konoe    | 5 janvier 1939 – 24 juin 1940       |
| 19 | Yoshimichi Hara   | 24 juin 1940 – 7 août 1944          |
| 20 | Kantarō Suzuki    | 7 août 1944 – 7 juin 1945           |
| 21 | Kiichiro Hiranuma | 9 avril 1945 – 3 décembre 1945      |
| 22 | Kantaro Suzuki    | 15 décembre 1945 – 13 juin 1946     |
| 23 | Tōru Shimizu      | 13 juin 1946 – 26 septembre 1946    |

## Source de la traduction
- (en) Cet article est partiellement ou en totalité issu de l’article de Wikipédia en anglais intitulé « Privy Council (Japan) » (voir la liste des auteurs).